# مطار بحيرة فينليسون
مطار بحيرة فينليسون (بالإنجليزية: Finlayson Lake Airport)‏ (معرف الموقع ن ك: CFT3) يقع بالقرب من الجانب الجنوبي لطريق روبرت كامبل (بالإنجليزية: Robert Campbell Highway)‏ بالقرب من نهر روس (بالإنجليزية: Ross River)‏, يوكون, كندا.